# Gasfeld Karatschaganak

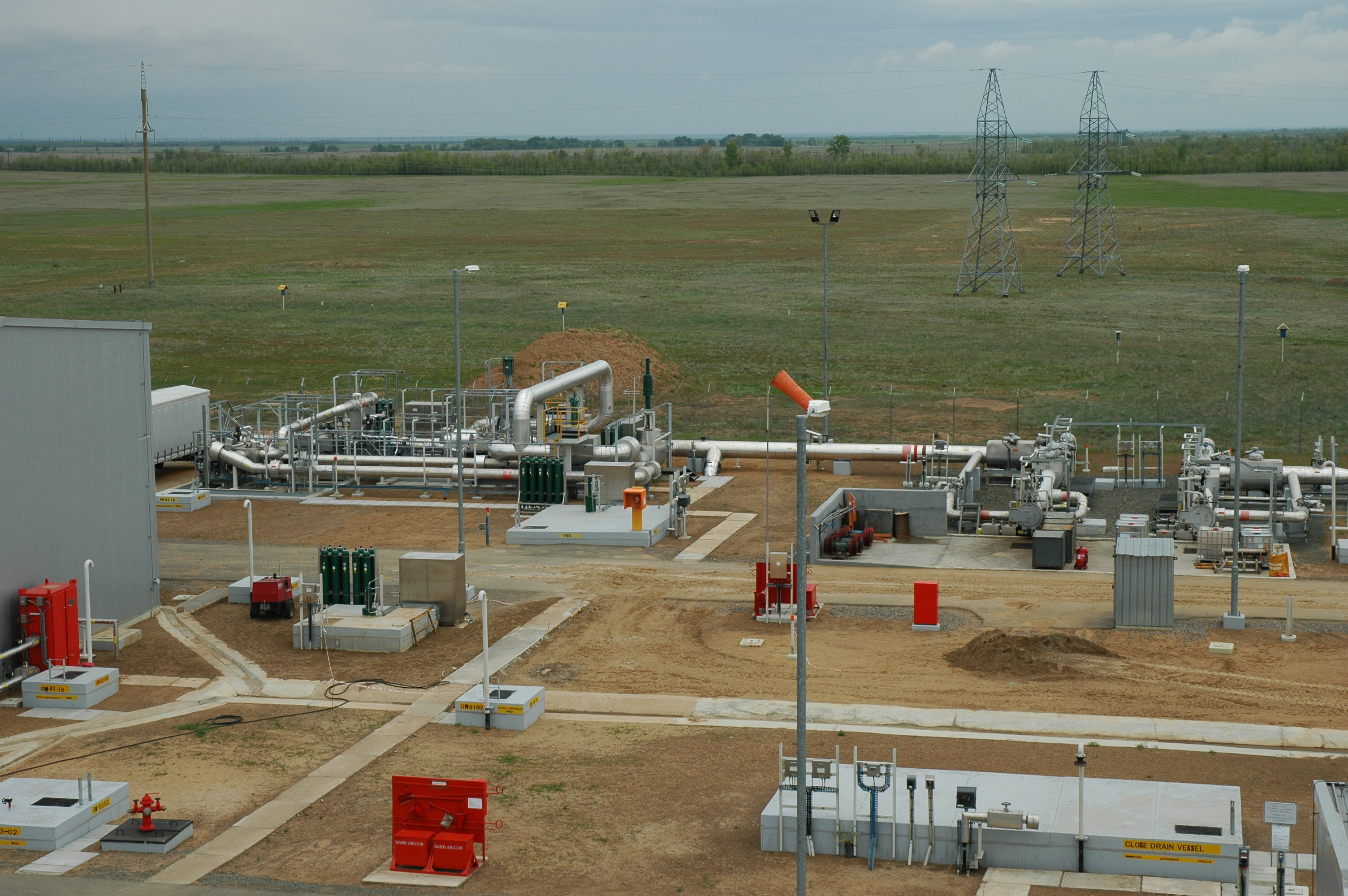
Das Pumpwerk Bolshoi Chagan

Karatschaganak ist mit über 1,35 Billionen Kubikmeter ein großes zusammenhängendes Erdgasvorkommen. Darüber hinaus enthält es 200 Millionen t Erdöl. Es liegt in Kasachstan im Gebiet Westkasachstan nahe der Stadt Aqsai.
Das Vorkommen wurde im Juni 1979 entdeckt und die Produktion im Jahre 1984 aufgenommen. Die Exploration wird von Karachaganak Petroleum Operating (KPO) durchgeführt. KPO ist ein internationales Konsortium bestehend aus Eni (32,5 %), BG Group (32,5 %), Chevron Corporation (20 %) und Lukoil (15 %).
Zwischen Januar und November 2018 war das Feld bei der Ölproduktion mit 11,1 Millionen Tonnen Erdöl nur knapp hinter dem Kaschagan-Ölfeld auf Platz 3 der produktivsten Ölfelder Kasachstans.